# Elláda, chóra tou fotós
Chansons représentant la Grèce au Concours Eurovision de la chanson
Ólou tou kósmou i elpída
(1992) To trehandíri
(1994)
Elláda, chóra tou fotós, en grec Ελλάδα, χώρα του φωτός (en français, Grèce, pays de lumière) est la chanson représentant la Grèce au Concours Eurovision de la chanson 1993. Elle est interprétée par Kéti Garbí.

## Eurovision
Kéti Garbí et la chanson sont choisies en interne par ERT.
Elláda, chóra tou fotós est le premier CD single à être commercialisé en Grèce, amorçant une nouvelle tendance dans la façon dont les artistes grecs commercialisaient 1 à 5 titres.
La chanson est la dix-huitième de la soirée, suivant Under stjernerne på himlen interprétée par Tommy Seebach pour le Danemark et précédant Iemand als jij interprétée par Barbara Dex pour la Belgique.
À la fin des votes, elle obtient 64 points et finit à la 9e place sur vingt-cinq participants.

### Points attribués à la Grèce
| 12 points  | 10 points | 8 points  | 7 points                       | 6 points           |
| ---------- | --------- | --------- | ------------------------------ | ------------------ |
| - Chypre   |           | - Espagne | - France - Israël - Norvège    | - Finlande - Malte |
| 5 points   | 4 points  | 3 points  | 2 points                       | 1 point            |
| - Pays-Bas |           |           | - Allemagne - Italie - Turquie |                    |